# Wohnhaus Hauptstraße 10
Das Wohnhaus Hauptstraße 10 (Bundesstraße 215) in Eystrup in der niedersächsischen Samtgemeinde Grafschaft Hoya stammt aus dem  späten 19. Jahrhundert.
Das Gebäude wird auch aktuell (2022) als Wohnhaus genutzt.
Das Gebäude steht unter Denkmalschutz (siehe auch Liste der Baudenkmale in Eystrup).

## Beschreibung und Geschichte
Das eingeschossige traufständige verklinkerte Gebäude mit mittigem Zwerchhaus, davor eine Veranda und Satteldach mit Giebelgauben, wurde 1898 als Landhaus einer Hamburger Familie gebaut. Die Haustür und einige alte Fenster sind erhalten. Ein Bild von 2004 zeigt es als Wohnhaus Wolf.

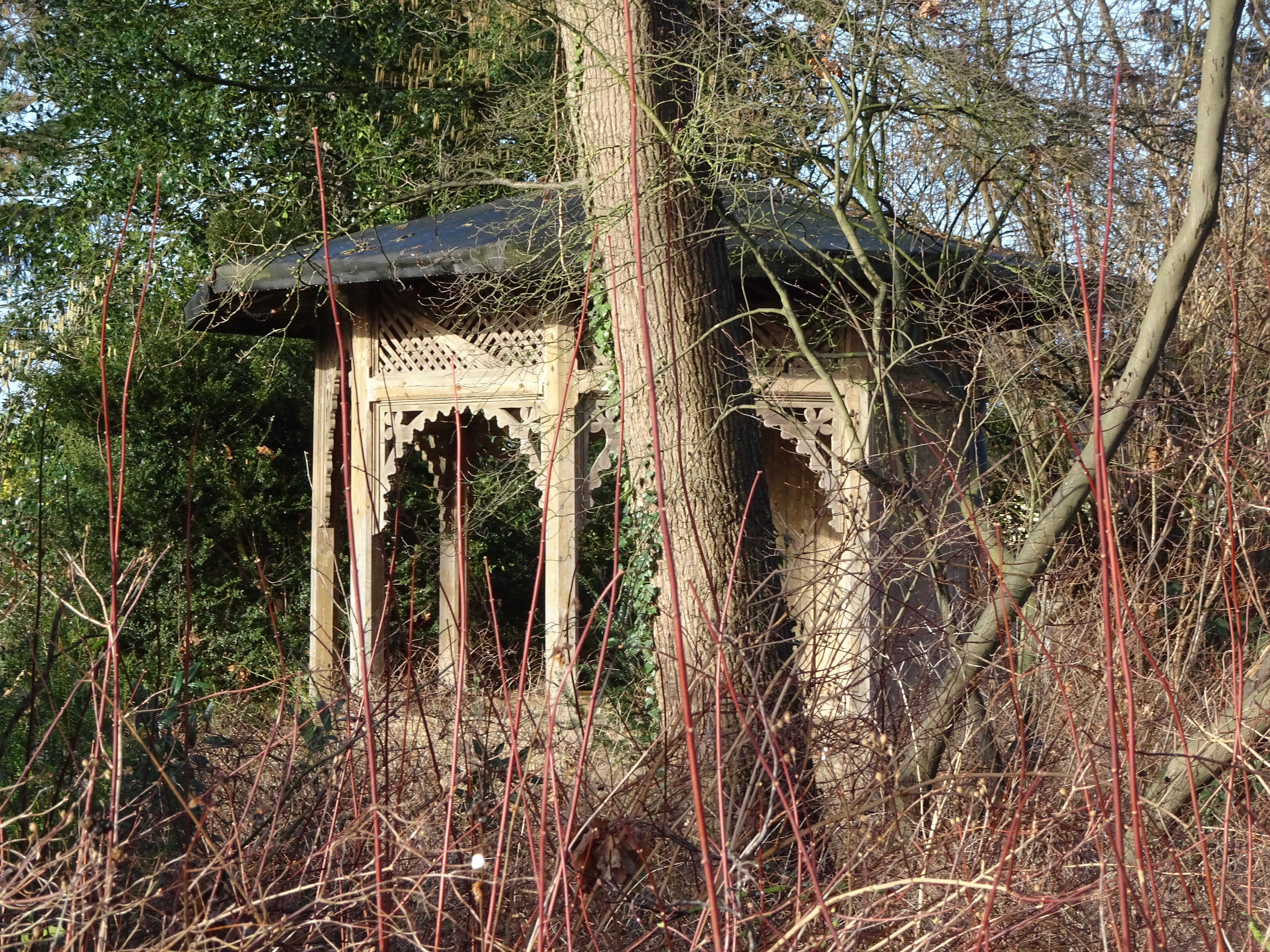
Gartenpavillon

Ein auch denkmalgeschützter polygonaler Gartenpavillon aus reichlich verziertem Holz mit Laubsägearbeiten in den Winkeln und mit flachem Walmdach ergänzt seit um 1900 das Anwesen. Bemerkenswert ist auch die große Gartenanlage.
Das Niedersächsische Landesamt für Denkmalpflege befand: „… geschichtliche Bedeutung … als repräsentatives Wohnhaus in zeittypischer Gestaltung …“